# Lichtwachter
De Lichtwachter is een woning die in 1901 werd gebouwd voor de vuurtorenwachter (ook lichtwachter genoemd) op het toenmalige eiland Schokland in de Zuiderzee.

## Geschiedenis
Nadat Schokland op gezag van de overheid in 1859 ontruimd moest worden, bleven er enkele functionarissen op het eiland achter om zorg te dragen voor de haven en voor de vuurtorens. In 1901 werd in Emmeloord op het noordelijk deel van het eiland een woning voor de lichtwachter gebouwd. In 1922 werd nabij deze woning een tweede gebouw neergezet, het zogenaamde misthoornhuisje. In dit gebouw werd de misthoorn bediend.
Na de inpoldering van de Noordoostpolder werd de Lichtwachter als woning, als opslagruimte en als groepsaccommodatie gebruikt. In 1996 werd het gebouw ingericht als vergaderruimte. Het complex is erkend als rijksmonument vanwege de grote cultuurhistorische waarde, de architectuurhistorische waarde en de ensemblewaarde. Het complex is onderdeel van het werelderfgoed Schokland.
In de zomer van 2016 is het pand in gebruik geweest als horecagelegenheid. Een vervolg kwam er niet, strubbelingen met de gemeente deden de initiatiefnemers besluiten zich terug te trekken.

## Vuurtoren

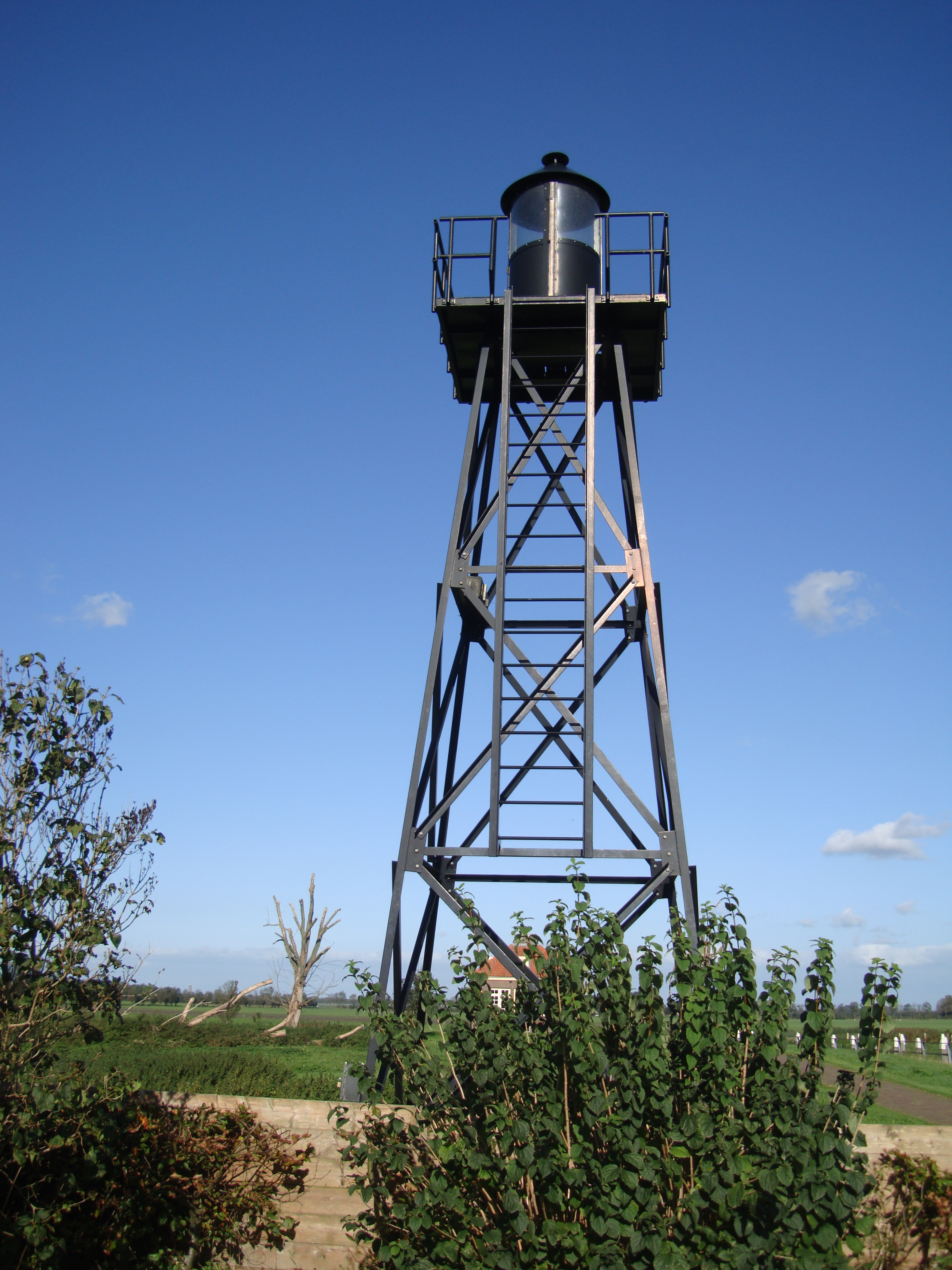
Schokland - replica vuurtoren

In 2007 is naast de woning een replica van de vroegere vuurtoren neergezet.
Ens:
Museum Schokland ·
Terp Middelbuurt ·
Enserkerk ·
IJsloperschuur ·
Terp De Zuidert ·
Terp de Zuidpunt ·
Ensenerkerk ·
Vuurtoren van Ens

Emmeloord:
Oude haven ·
Lichtwachter ·
Misthoorn ·
Schokkerbos ·
Gesteentetuin ·
Het Zand